# 蒙德朗日
蒙德朗日（法語：Mondelange，法語發音：[mɔ̃dlɑ̃ʒ]；洛林法兰克语：Mondléngen；洛林语：Mondlanche）是法国摩泽尔省的一个市镇，属于蒂永维尔区。

## 地理
蒙德朗日（49°15'45"N, 6°10'7"E）面积4.1 平方千米，位于法国大東部大區摩泽尔省，该省份为法国东北部内陆省份，是洛林的一部分，西南接默尔特-摩泽尔省，东临下莱茵省，北与卢森堡和德国接壤。
与蒙德朗日接壤的市镇（或旧市镇、城区）包括：阿姆内维尔、摩泽尔河畔艾、布斯、阿贡当日、里什蒙。

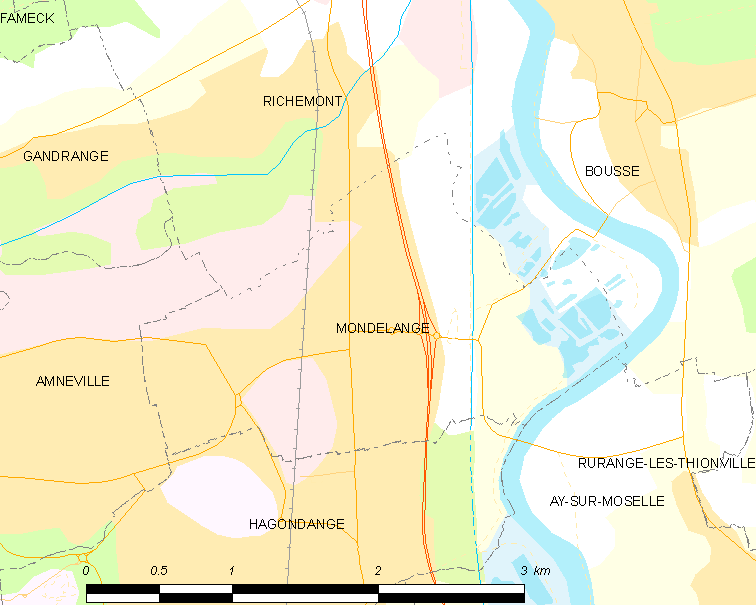
蒙德朗日的OSM定位图

蒙德朗日的时区为UTC+01:00、UTC+02:00（夏令时）。

## 行政
蒙德朗日的邮政编码为57300，INSEE市镇编码为57474。

## 政治
蒙德朗日所属的省级选区为法梅克县。

## 人口

1962-2008年间蒙德朗日人口变化图示

蒙德朗日于2022年1月1日时的人口数量为5739人。